# Coptocercus nigritulus
Coptocercus nigritulus là một loài bọ cánh cứng trong họ Cerambycidae.